# Ragnhild Schürer von Waldheim
Ragnhild Gurli Rosina Schürer von Waldheim, född 15 juli 1898 i Ljusnarsbergs socken, Västmanland, död 1972, var en svensk-amerikansk målare och författare.
Hon var dotter till underlöjtnanten och fabrikören Axel Emil Berg och Anna Rosina Jeannette Guillaume och gift andra gången 1925–1930 med kaptenen Per Wilhelm Fredrik Schürer von Waldheim. Hon flyttade till Paris där hon vistades och var verksam ett par decennier innan hon slutligen bosatte sig i San Francisco. Hennes konst består huvudsakligen av religiösa motiv och hon medverkade i utställningar i Paris och San Francisco. Som författare utgav hon Vägen leder bara bort 1936 och Sur les pas de Jeanne D' Arc 1955.